# Geratskirchen

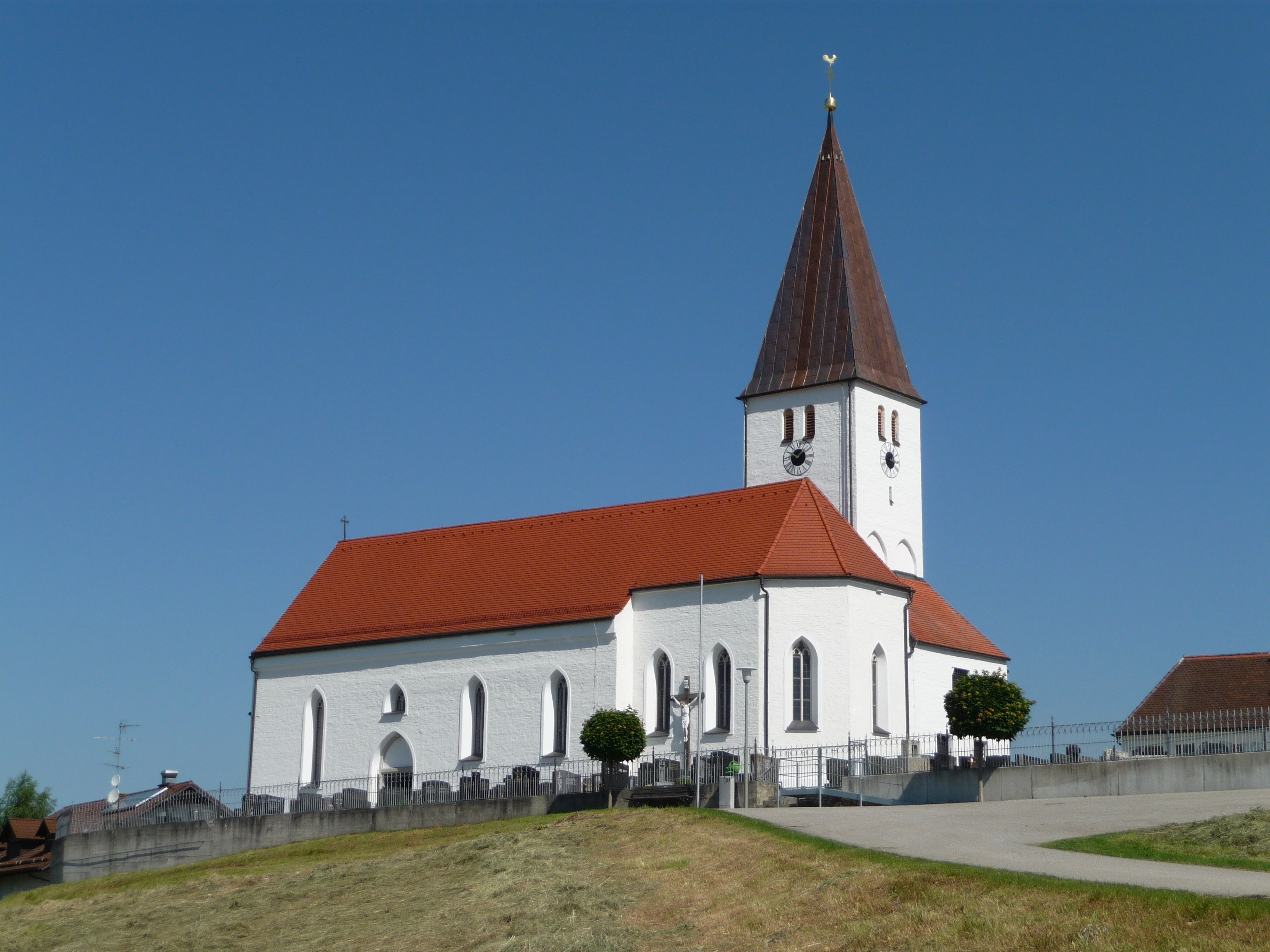
Die Pfarrkirche St. Martin

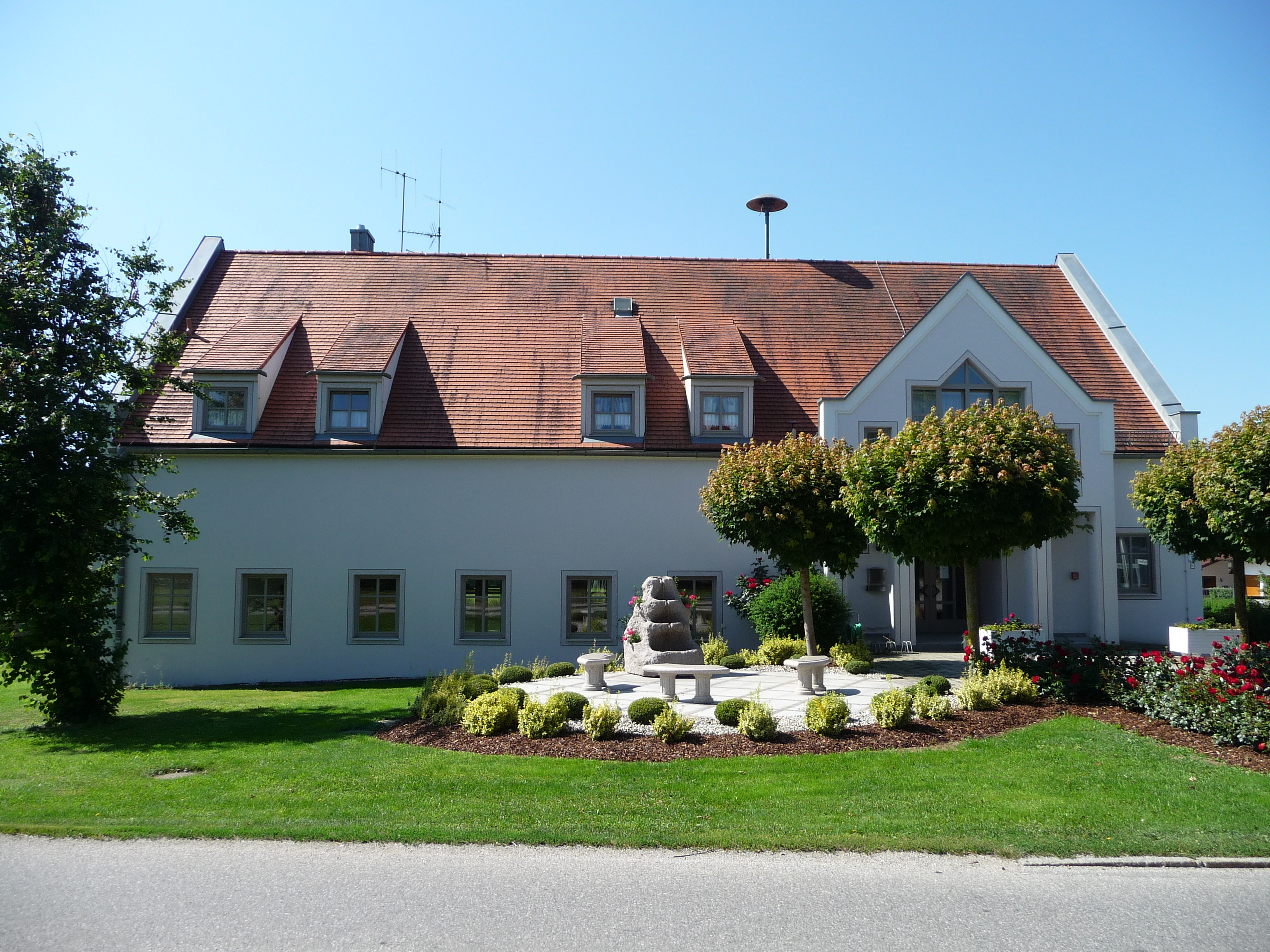
Das Rathaus der Gemeinde

Geratskirchen ist eine Gemeinde im niederbayerischen Landkreis Rottal-Inn.

## Geografie

### Geografische Lage
Geratskirchen liegt in der Region Landshut in einem kleinen Seitental der Rott und grenzt im Süden an Oberbayern. Die kleine Ortschaft Geratskirchen befindet sich etwa 13 km südwestlich von Eggenfelden, 30 km südöstlich von Vilsbiburg, 18 km nordöstlich von Mühldorf und 16 km nördlich von Altötting.

### Gemeindegliederung
Es gibt 46 Gemeindeteile:
- Adersbach
- Ammersöd
- Asenkerschbaum
- Au
- Bettstetten
- Brandstetten
- Braunsberg
- Breitendorf
- Deckstatt
- Feuchtgrub
- Freineck
- Garten
- Geratsberg
- Geratskirchen
- Großeggenberg
- Haneck
- Harpeding
- Heizbach
- Hermannsreut
- Herrnholz
- Hiltelsberg
- Hinterwimm
- Holzen
- Holzhäuser
- Kleineggenberg
- Königshub
- Kroneck
- Küblgrub
- Leithen
- Loh
- Ohnatsberg
- Pillris
- Poxöd
- Roismannsöd
- Schachten
- Schüsselburn
- Spatenöd
- Stadlthann
- Thann
- Vorrach
- Wiesen
- Windbichl
- Wolfersegg
- Wölkerl
- Wurmsegg
- Zwecksberg

Es gibt nur die Gemarkung Geratskirchen.

## Geschichte

### Bis zum 19. Jahrhundert
Im Jahr 1347 heiratete Elisabeth von Geratskirchen Rudiger Maroltinger. Die Maroltinger oder Moroltinger besaßen die Hofmark Geratskirchen etwa 300 Jahre. Am 24. Februar 1637 übernahm Johann Mändl von und zu Deutenhoven den Besitz, auf den nach seinem Tod am 12. August 1666 sein Sohn Hans Ulrich und 1686 nach seinem Tod dessen Sohn Anton Josef Adam Mändl, Freiherr von und zu Deutenhoven, Herr von Münchsdorf, Wolfsegg, Waldberg, Regenpeilstein und Geratskirchen folgte.
Der Ort war Teil des Kurfürstentums Bayern, bildete aber eine geschlossene Hofmark, deren Sitz Geratskirchen war. Maria Caroline Charlotte von Spreti, geb. von Ingenheim erwarb das Lehen im Jahr 1729. Im Jahr 1752 wurden die herzoglichen Sitze Geratskirchen und Wolfsegg geteilt, neuer Besitzer wurden die Freiherrn von Viereck. Diese übten auch die niedere Gerichtsbarkeit aus. Im Jahre 1752 zählte das Dorf Geratskirchen 20 Anwesen. Am 23. Dezember 1778 erhielt Franz Nono Adam Freiherr von Mändl das Lehen zu Geratskirchen und Wolfsegg, das 1780 von den Grafen Arco übernommen wurde. 
In Geratskirchen war ein Patrimonialgericht II. Klasse eingerichtet. Am 30. April 1820 sind als Gerichtsherrinnen die Gräfin von Leyden und die Freifrau von Wittmann, geborene Gräfin Arco eingetragen. Im Zuge der Verwaltungsreformen in Bayern entstand mit dem Gemeindeedikt von 1818 die heutige Gemeinde, zunächst geschieden in die patrimonalgerichtliche Gemeinde Geratskirchen I und die landgerichtliche Gemeinde Geratskirchen II. Die Gemeinden Geratskirchen I und II wurden am 16. Dezember 1848 vereinigt. Die niedere Gerichtsbarkeit der Grafen Arco wurde erst im selben Jahr 1848 aufgehoben.

### 20. Jahrhundert
Am 22. November 1944 töteten 49 Bomben, die über Stadlthann von amerikanischen Flugzeugen abgeworfen wurden, zehn Zivilisten.
Am 3. August 1956 wurde die Gemeinde Geratskirchen in Wald bei Winhöring umbenannt. Am 1. Januar 1967 nahm sie einen Teil der aufgelösten Gemeinde Eggen auf. Im Zuge der Gebietsreform in Bayern gliederte man Wald am 1. Januar 1972 nach Pleiskirchen ein. Seit dem 1. Mai 1978 gehört Geratskirchen zur Verwaltungsgemeinschaft Massing.

### Einwohnerentwicklung
Zwischen 1988 und 2018 wuchs die Gemeinde von 586 auf 860 um 274 Einwohner bzw. um 46,8 % – der höchste prozentuale Zuwachs aller Gemeinden im Landkreis im genannten Zeitraum.
| Jahr      | 1961 | 1970 | 1987 | 1991 | 1995 | 2000 | 2005 | 2010 | 2015 | 2020 |
| --------- | ---- | ---- | ---- | ---- | ---- | ---- | ---- | ---- | ---- | ---- |
| Einwohner | 595  | 590  | 597  | 652  | 687  | 792  | 865  | 875  | 857  | 853  |

## Politik
Die Gemeinde ist Mitglied der Verwaltungsgemeinschaft Massing.
Erster Bürgermeister ist seit 28. April 1999 Johann Gaßlbauer (Freie Wähler). Bei der Bürgermeisterwahl 2020 wurde er im ersten Wahlgang mit einem Stimmenanteil von 88,6 % bestätigt.

## Wappen
| Wappen von Geratskirchen | Blasonierung: „In Silber aus blauem Wellenschildfuß wachsend ein roter Pfahl, der mit einem wachsenden goldenen Bischofsstab belegt ist, beseitet von je einem wachsenden schwarzen Rohrkolben mit grünen Stängeln und Blättern.“ |
| Wappen von Geratskirchen | Wappenbegründung: Der Bischofsstab, ein Attribut des heiligen Martin, verweist auf den Kirchenpatron des Ortes und ergibt zugleich ein im weiteren Sinn für das Ortsnamengrundwort „-kirchen“ redendes Bild. Im Gemeindegebiet bestanden bis zu Beginn des 19. Jahrhunderts mehrere Hofmarken, die sich in der Hand verschiedener Adelsfamilien befanden. Die aus Wellen wachsenden Moorkolben sind aus dem Wappen des altbayerischen Adelsgeschlechts der Mermoser hergeleitet, die im 15. Jahrhundert über längere Zeit mit dem kurfürstlichen Ritterlehen Zwecksberg belehnt waren. Dieses Wappen wird seit 1977 geführt. |

## Baudenkmäler
Die spätgotische Pfarrkirche St. Martin wurde 1472 erbaut und 1880 nach Westen verlängert. Sie besitzt gotische und barocke Figuren. Ein Anbau am nördlichen Teil der Kirche wurde 1908 durchgeführt und als „Lourdes Grotte“ mit Tuffstein ausgekleidet.

## Wirtschaft einschließlich Land- und Forstwirtschaft
Es gab im Jahr 2020 nach der amtlichen Statistik 109 sozialversicherungspflichtig Beschäftigte am Arbeitsort, von denen vier in der Land- und Forstwirtschaft beschäftigt waren. Die übrigen wurden nicht näher nach Branche differenziert. Sozialversicherungspflichtig Beschäftigte am Wohnort gab es insgesamt 410. Im verarbeitenden Gewerbe gab es einen, im Bauhauptgewerbe keinen Betrieb. Zudem bestanden im Jahr 2016 21 landwirtschaftliche Betriebe mit einer landwirtschaftlich genutzten Fläche von 588 ha, davon waren 357 ha Ackerfläche und 232 ha Dauergrünfläche.

## Persönlichkeiten

### Söhne und Töchter der Gemeinde
- Josef Schüßlburner (* 1954), Jurist, Beamter und Publizist